# 努南 (愛達荷州)
努南（英語：Nounan）是位於美國愛達荷州貝爾萊克縣的一個非建制地區。該地的面積和人口皆未知。

## 地理
努南的座標為42°28′40″N 111°27′04″W / 42.47778°N 111.45111°W，而該地的平均海拔高度為1821米（即5974英尺）。